# Disparition d'un Latécoère 631 d'Air France
Le 1er aout 1948, un hydravion Latécoère 631 d'Air France disparaît au-dessus de l'océan Atlantique, entre Fort-de-France, en Martinique, et Port-Etienne, en Afrique occidentale française, tuant les 52 personnes à bord. 
L'accident, le plus meurtrier de l'océan Atlantique à l'époque et le plus meurtrier subi par ce type d'avion, a entraîné Air France à retirer du service le Latécoère 631 et à interrompre la liaison vers les Antilles en hydravion inaugurée un an plus tôt.

## Aéronef
L'hydravion accidenté, le Latécoère 631 sixième de série, immatriculé F-BDRC et baptisé Lionel de Marmier[Information douteuse] ,, avait effectué son premier vol le 9 novembre 1947.

## Disparition
L'appareil avait décollé de l'hydrobase de Fort-de-France, en Martinique à 14 h 50 GMT le 31 juillet (numéro de vol Air France 72), et devait arriver à Port-Etienne, en Afrique occidentale française à 1 h 0 GMT le 1er août. Il avait à son bord un équipage de douze personnes et 40 passagers. Il a été rapporté qu'un mayday a été reçu par une station de radio américaine aux Açores juste après minuit le 1er aout. La position de l'avion a été estimée à 1 100 milles marins (2 037 km) au nord des îles du Cap-Vert.   

## Recherches
Deux avions d'Air France, un avion de l'armée de l'air française et un navire de la marine française ont été envoyés pour rechercher l'avion. La Garde côtière des États-Unis a envoyé l'USCGC Campbell (en) pour aider aux recherches. Les autorités portugaises ont autorisé les avions utilisés pour la recherche de l'aéronef disparu à utiliser l'aéroport d'Ilha do Sal, qui n'était pas ouvert au public. Deux B-17 Flying Fortress de l'armée de l'air portugaise ainsi qu'une Flying Fortress et sept B-29 Superfortress de l'armée de l'air américaine se sont joints aux recherches. 
Le 3 aout 1948, le navire météorologique français Le Verrier a signalé avoir reçu un message de détresse de l'avion. Un deuxième message a été reçu tôt le lendemain matin. La Flying Fortress américaine a également signalé avoir reçu un message de détresse « faible et brouillé » ce jour-là. L'USCGC Campbell a signalé avoir trouvé deux sièges de l'avion à environ 1 570 milles marins (2 908 km) à l'est de Porto Rico. Un avion rapporta plus tard avoir vu une épave 15 milles marins (28 km) de la position où les sièges ont été trouvés. Une partie de l'épave présentait des traces d'incendie. La recherche de survivants a été annulée le 9 aout. 

## Conséquences
À la suite de cette tragédie, qui était à l'époque le pire accident aérien de l'océan Atlantique et le pire jamais subi par le Latécoère 631, ce type d'avion a été retiré du service par la compagnie. Ce fut également la fin de la « ligne des Antilles » d'Air France, qui reliait depuis juillet 1947 Paris à Fort-de-France en deux jours en train, bus et hydravion (dont 30 heures de vol), via Bordeaux, Biscarrosse, et Port-Étienne.